# Senátní obvod č. 33 – Děčín
Senátní obvod č. 33 – Děčín je podle zákona č. 247/1995 Sb. tvořen celým okresem Děčín.
Současným senátorem je od roku 2014 Zbyněk Linhart, nestraník zvolený za STAN a SLK. V Senátu je členem Senátorského klubu Starostové a nezávislí. Dále působí jako předseda Výboru pro územní rozvoj, veřejnou správu a životní prostředí.

## Senátoři

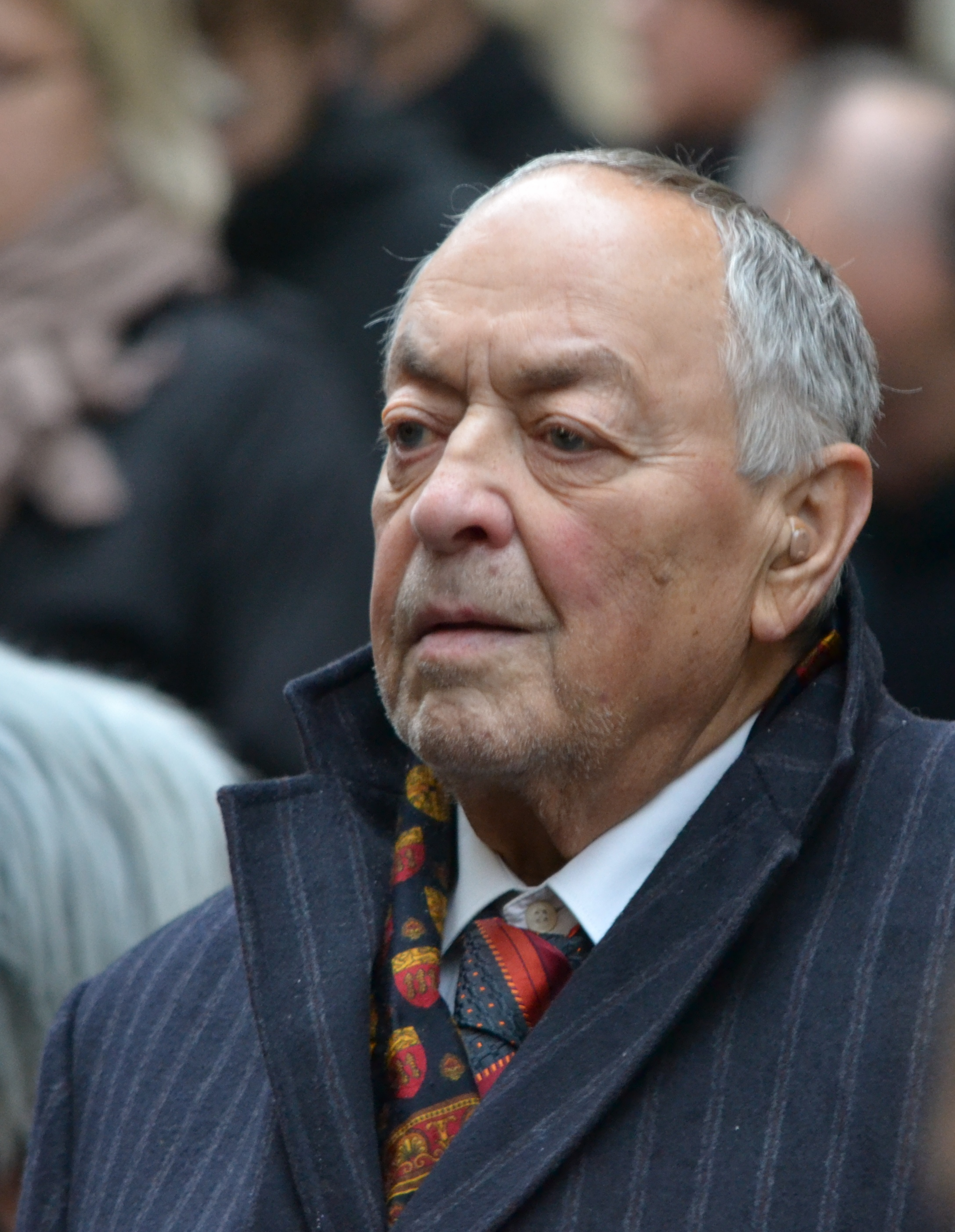
Egon Lánský
Josef Zoser
Jaroslav Sykáček
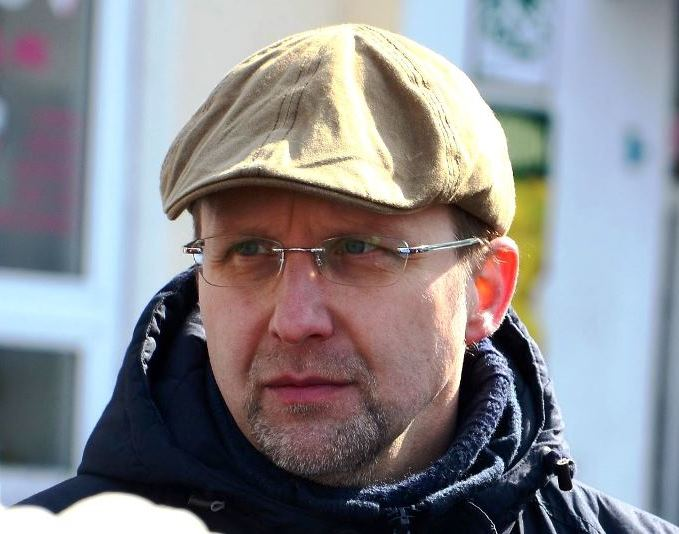
Zbyněk Linhart

| Volby | Volby     | Senátor               | Volební strana | Navrhující strana | Politická příslušnost | Odkaz  |
| ----- | --------- | --------------------- | -------------- | ----------------- | --------------------- | ------ |
|       | 1996      | Egon Lánský           | ČSSD           | ČSSD              | BEZPP                 | profil |
|       | 2002      | Josef Zoser           | HNHRM          | HNHRM             | HNHRM                 | profil |
|       | 2008      | Ing. Jaroslav Sykáček | ČSSD           | ČSSD              | BEZPP                 | profil |
|       | 2014      | Ing. Zbyněk Linhart   | STAN           | STAN              | BEZPP                 | profil |
| 2020  | STAN, SLK | Ing. Zbyněk Linhart   |                | STAN              | BEZPP                 | profil |

## Volby

### Rok 1996
| Kandidát | Kandidát                  | Volební strana | Navrhující strana | Politická příslušnost | Počet hlasů (1. kolo) | %     | Počet hlasů (2. kolo) | %     |
| -------- | ------------------------- | -------------- | ----------------- | --------------------- | --------------------- | ----- | --------------------- | ----- |
|          | Egon Lánský               | ČSSD           | ČSSD              | BEZPP                 | 8 779                 | 30,34 | 17 024                | 56,96 |
|          | Ing. Tomáš Ježek, CSc.    | ODS            | ODS               | ODS                   | 10 748                | 37,14 | 12 865                | 43,04 |
|          | Josef Hošek               | KSČM           | KSČM              | KSČM                  | 4 564                 | 15,77 | —                     | —     |
|          | MUDr. Mahulena Čejková    | ČSNS           | ČSNS              | ČSNS                  | 2 367                 | 8,18  | —                     | —     |
|          | PhDr. Stanislava Holíková | ODA            | ODA               | ODA                   | 2 072                 | 7,16  | —                     | —     |
|          | Josef Marek               | DEU            | DEU               | DEU                   | 406                   | 1,40  | —                     | —     |

### Rok 2002
| Kandidát | Kandidát               | Volební strana | Navrhující strana | Politická příslušnost | Počet hlasů (1. kolo) | %     | Počet hlasů (2. kolo) | %     |
| -------- | ---------------------- | -------------- | ----------------- | --------------------- | --------------------- | ----- | --------------------- | ----- |
|          | Josef Zoser            | HNHRM          | HNHRM             | HNHRM                 | 4 576                 | 20,53 | 16 915                | 59,15 |
|          | MUDr. Anna Briestenská | ČSSD           | ČSSD              | BEZPP                 | 5 759                 | 25,84 | 11 679                | 40,84 |
|          | Ladislav Gregor        | ODS            | ODS               | ODS                   | 4 363                 | 19,57 | —                     | —     |
|          | Ing. Vladimír Reiber   | KSČM           | KSČM              | KSČM                  | 4 032                 | 18,09 | —                     | —     |
|          | Ing. Jiří Benedikt     | KDU-ČSL        | KDU-ČSL           | BEZPP                 | 3 068                 | 13,76 | —                     | —     |
|          | Mgr. Petr Hannig       | SZR            | SZR               | SZR                   | 489                   | 2,19  | —                     | —     |

### Rok 2008
| Kandidát | Kandidát                     | Volební strana | Navrhující strana | Politická příslušnost | Počet hlasů (1. kolo) | %     | Počet hlasů (2. kolo) | %     |
| -------- | ---------------------------- | -------------- | ----------------- | --------------------- | --------------------- | ----- | --------------------- | ----- |
|          | Ing. Jaroslav Sykáček        | ČSSD           | ČSSD              | BEZPP                 | 8 746                 | 24,72 | 17 016                | 61,65 |
|          | Ing. Vladislav Raška         | ODS            | ODS               | ODS                   | 7 805                 | 22,06 | 10 581                | 38,34 |
|          | Josef Zoser                  | HNHRM          | HNHRM             | HNHRM                 | 7 542                 | 21,32 | —                     | —     |
|          | doc. Dr. Václav Šenkýř, CSc. | KSČM           | KSČM              | KSČM                  | 5 330                 | 15,07 | —                     | —     |
|          | Ing. Monika Lampová          | SZ             | SZ                | BEZPP                 | 2 106                 | 5,95  | —                     | —     |
|          | Mirko Bernas                 | S.cz           | S.cz              | BEZPP                 | 2 055                 | 5,81  | —                     | —     |
|          | Miroslava Švubová            | SOS            | SOS               | SOS                   | 737                   | 2,08  | —                     | —     |
|          | Mgr. Miroslav Červenka       | PaS            | PaS               | PaS                   | 736                   | 2,08  | —                     | —     |
|          | Ilona Tůmová                 | SDŽ            | SDŽ               | SDŽ                   | 309                   | 0,87  | —                     | —     |

### Rok 2014
| Kandidát | Kandidát                        | Volební strana              | Navrhující strana | Politická příslušnost | Počet hlasů (1. kolo) | %     | Počet hlasů (2. kolo) | %     |
| -------- | ------------------------------- | --------------------------- | ----------------- | --------------------- | --------------------- | ----- | --------------------- | ----- |
|          | Ing. Zbyněk Linhart             | STAN                        | STAN              | BEZPP                 | 11 353                | 33,34 | 11 099                | 71,43 |
|          | Ing. Jaroslav Sykáček           | ČSSD                        | ČSSD              | ČSSD                  | 5 698                 | 16,73 | 4 438                 | 28,56 |
|          | Bc. Marcela Dvořáčková          | ANO                         | ANO               | ANO                   | 5 091                 | 14,95 | —                     | —     |
|          | Josef Zoser                     | KDU-ČSL, SZ, HNHRM, ProKraj | HNHRM             | HNHRM                 | 3 501                 | 10,28 | —                     | —     |
|          | doc. Dr. Václav Šenkýř, CSc.    | KSČM                        | KSČM              | KSČM                  | 2 351                 | 6,90  | —                     | —     |
|          | Ing. Josef Holub                | ODS                         | ODS               | ODS                   | 2 263                 | 6,64  | —                     | —     |
|          | Martin Zíka                     | Piráti                      | Piráti            | Piráti                | 1 453                 | 4,26  | —                     | —     |
|          | Ing. Vladimír Gregor            | Svobodní                    | Svobodní          | BEZPP                 | 1 243                 | 3,65  | —                     | —     |
|          | Mgr. Petr Šmíd                  | SPO                         | SPO               | SPO                   | 760                   | 2,23  | —                     | —     |
|          | JUDr. PhDr. Jaroslav Kuba, CSc. | ND                          | ND                | BEZPP                 | 333                   | 0,97  | —                     | —     |

### Rok 2020
| Kandidát | Kandidát                             | Volební strana | Navrhující strana | Politická příslušnost | Počet hlasů (1. kolo) | %     |
| -------- | ------------------------------------ | -------------- | ----------------- | --------------------- | --------------------- | ----- |
|          | Ing. Zbyněk Linhart                  | STAN, SLK      | STAN              | BEZPP                 | 15 787                | 52,77 |
|          | Ing. Jiří Anděl, CSc.                | ANO            | ANO               | BEZPP                 | 5 728                 | 19,14 |
|          | PhDr. Mgr. et Bc. Leoš Moravec, MSc. | SPD            | SPD               | BEZPP                 | 3 365                 | 11,24 |
|          | doc. Ing. Zdeněk Říha, Ph.D.         | Trikolóra      | Trikolóra         | Trikolóra             | 2 259                 | 7,55  |
|          | Mgr. Šárka Štruplová Růžičková, MBA  | S.cz           | S.cz              | S.cz                  | 1 318                 | 4,40  |
|          | doc. Dr. Václav Šenkýř, CSc.         | KSČM           | KSČM              | KSČM                  | 1 171                 | 3,91  |
|          | Mgr. Vladimír Navara                 | VOK            | VOK               | VOK                   | 288                   | 0,96  |

## Volební účast
|  | nejvyšší volební účast |  | nejnižší volební účast |

| Rok  | % (1. kolo) | % (2. kolo) |
| ---- | ----------- | ----------- |
| 1996 | 29,36       | 29,73       |
| 2002 | 21,51       | 28,47       |
| 2008 | 36,91       | 26,29       |
| 2014 | 33,87       | 14,76       |
| 2020 | 30,28       | —           |